# 中華鱗舌杜父魚
中華鱗舌杜父魚，為輻鰭魚綱鮋形目杜父魚亞目杜父魚科的其中一種，為溫帶海水魚，分布於亞洲中國海域，棲息在底層水域，生活習性不明。本物种是1981年10月和1986年4月于大连黑石礁采到的鱼类，由此定名为麟舌杜父鱼属（Lepidobero Qin et Jin）和中华麟舌杜父鱼（Lepidobero sinensis Qin et Jin ）。
其种加词“sinensis”意为“中华的”。